# Jakub Kamiński
Jakub Kamiński (Ruda Śląska, 2002. június 5. –) lengyel válogatott labdarúgó, kölcsönben a német 1. FC Köln  csapatában szerepel a Wolfsburg csatárjaként.

## Pályafutása

### Klubcsapatokban
Kamiński a lengyelországi Ruda Śląska városában született. Az ifjúsági pályafutását a Szombierki Bytom csapatában kezdte, majd a Lech Poznań akadémiájánál folytatta.
2019-ben mutatkozott be a Lech Poznań első osztályban szereplő felnőtt keretében. 2022. július 1-jén ötéves szerződést kötött a német első osztályban érdekelt Wolfsburg együttesével. Először a 2022. augusztus 6-ai, Werder Bremen ellen 2–2-es döntetlennel zárult mérkőzés 67. percében, Patrick Wimmer cseréjeként lépett pályára. 2025. július 4-én kölcsönbe került az 1. FC Köln csapatához.

### A válogatottban
Kamiński az U16-ostól az U21-esig több korosztályos válogatottban is képviselte Lengyelországot.
2021-ben debütált a felnőtt válogatottban. Először a 2021. szeptember 5-ei, San Marino ellen 7–1-re megnyert mérkőzésen lépett pályára. Első válogatott gólját 2022. június 1-jén, Wales ellen 2–1-es győzelemmel zárult Nemzetek Ligája mérkőzésen szerezte meg.

## Statisztikák
2024. május 18. szerint
| Klub        | Szezon   | Osztály     | Bajnokság | Bajnokság | Kupa és Ligakupa | Kupa és Ligakupa | Nemzetközi | Nemzetközi | Összesen | Összesen |
| Klub        | Szezon   | Osztály     | Meccs     | Gól       | Meccs            | Gól              | Meccs      | Gól        | Meccs    | Gól      |
| ----------- | -------- | ----------- | --------- | --------- | ---------------- | ---------------- | ---------- | ---------- | -------- | -------- |
| Lech Poznań | 2019–20  | Ekstraklasa | 24        | 4         | 4                | 0                | —          | —          | 28       | 4        |
| Lech Poznań | 2020–21  | Ekstraklasa | 28        | 1         | 2                | 0                | 7          | 2          | 37       | 3        |
| Lech Poznań | 2021–22  | Ekstraklasa | 33        | 9         | 3                | 0                | —          | —          | 36       | 9        |
| Wolfsburg   | 2022–23  | Bundesliga  | 31        | 4         | 2                | 1                | —          | —          | 33       | 5        |
| Wolfsburg   | 2023–24  | Bundesliga  | 17        | 0         | 2                | 0                | —          | —          | 19       | 0        |
| Összesen    | Összesen | Összesen    | 133       | 18        | 13               | 1                | 7          | 2          | 153      | 21       |

### A válogatottban
| Válogatott    | Év       | Pályára lépés | Gól |
| ------------- | -------- | ------------- | --- |
| Lengyelország | 2021     | 1             | 0   |
| Lengyelország | 2022     | 7             | 1   |
| Lengyelország | 2023     | 6             | 0   |
| Összesen      | Összesen | 14            | 1   |

#### Góljai a válogatottban
| # | Időpont         | Helyszín                               | Ellenfél | Gólok | Eredmény | Kiírás                              |
| - | --------------- | -------------------------------------- | -------- | ----- | -------- | ----------------------------------- |
| 1 | 2022. június 1. | Városi Stadion, Wrocław, Lengyelország | Wales    | 1–1   | 2–1      | 2022–23-as Nemzetek Ligája (A liga) |

## Sikerei, díjai
Lech Poznań
- Ekstraklasa
  - Bajnok (1): 2021–22
  - Döntős (1): 2019–20

- Lengyel Kupa
  - Döntős (1): 2021–22

Egyéni
- Ekstraklasa – Év Játékosa: 2021